# Paralamyctes bipartitus
Paralamyctes bipartitus är en mångfotingart som först beskrevs av Lawrence 1960.  Paralamyctes bipartitus ingår i släktet Paralamyctes och familjen fåögonkrypare.
Artens utbredningsområde är Madagaskar. Inga underarter finns listade i Catalogue of Life.